# Greenville 200 1963
Greenville 200 1963 var ett stockcarlopp ingående i Nascar Grand National Series (nuvarande Nascar Cup Series) som kördes 13 april 1963 på den 0,5 mile (804,672 meter) långa ovalbanan Greenville-Pickens Speedway i Easley, precis väster om Greenville i South Carolina. Totalt avverkades 100 miles (160,934 km) fördelat på 200 varv. Banunderlaget var dirt. Loppet vanns av Buck Baker i en Pontiac på tiden 1:49.23 körande för det egna stallet Buck Baker Racing. Bakers snitthastighet var 54,853 mph. Prispotten uppgick till 4 725 dollar, varav 1 000 dollar gick till segraren.

## Resultat
| Plc     | Nr | Förare        | Team/ bilägare       | Konstruktör | Start | Varv | Ledda varv |
| ------- | -- | ------------- | -------------------- | ----------- | ----- | ---- | ---------- |
| 1       | 87 | Buck Baker    | Buck Baker Racing    | Pontiac     | 9     | 200  | 62         |
| 2       | 11 | Ned Jarrett   | Burton-Robinson      | Ford        | 4     | 200  | 73         |
| 3       | 03 | G.C. Spencer  | Fox Racing           | Chevrolet   | 5     | 200  | 0          |
| 4       | 41 | Richard Petty | Petty Enterprises    | Plymouth    | 3     | 199  | 44         |
| 5       | 6  | David Pearson | Owens Racing         | Dodge       | 7     | 199  | 20         |
| 6       | 86 | Neil Castles  | Buck Baker Racing    | Chrysler    | 17    | 197  | 0          |
| 7       | 54 | Jimmy Pardue  | Pete Stewart         | Ford        | 1     | 196  | 1          |
| 8       | 43 | Jim Paschal   | Petty Enterprises    | Plymouth    | 16    | 194  | 0          |
| 9       | 90 | Gary Sain     | Ralph Sparks         | Dodge       | 10    | 191  | 0          |
| 10      | 5  | Billy Wade    | Owens Racing         | Dodge       | 11    | 190  | 0          |
| 11      | 0  | E.J. Trivette | Bill Church          | Chevrolet   | 18    | 189  | 0          |
| 12      | 19 | Herman Beam   | Herman Beam          | Ford        | 20    | 188  | 0          |
| 13      | 12 | Fred Harb     | Fred Harb            | Pontiac     | 8     | 187  | 0          |
| 14      | 68 | Ed Livingston | Ed Livingston        | Ford        | 21    | 187  | 0          |
| 15      | 65 | Frank Waite   | Frank Waite          | Dodge       | 23    | 185  | 0          |
| 16      | 99 | Bobby Isaac   | Bondy Long           | Plymouth    | 6     | 181  | 0          |
| 17      | 31 | Sammy Fogle   | James Kelly          | Chevrolet   | 24    | 175  | 0          |
| 18      | 88 | Major Melton  | Major Melton         | Chrysler    | 14    | 169  | 0          |
| 19      | 44 | Fred Lorenzen | Stewart McKinney     | Ford        | 2     | 158  | 0          |
| 20      | 62 | Curtis Crider | Curtis Crider        | Mercury     | 13    | 154  | 0          |
| 21      | 18 | Stick Elliott | Toy Bolton           | Pontiac     | 22    | 106  | 0          |
| 22      | 09 | Larry Manning | Bob Adams            | Chevrolet   | 15    | 94   | 0          |
| 23      | 34 | Wendell Scott | Scott Racing         | Chevrolet   | 12    | 52   | 0          |
| 24      | 2  | Joe Weatherly | Cliff Stewart Racing | Pontiac     | 19    | 28   | 0          |
| Källor: |    |               |                      |             |       |      |            |